# Periodo degli Stati Combattenti
Con Stati combattenti o Regni combattenti (戰國T, 战国S, ZhànguóP) si indica il periodo storico cinese che va dal 453 a.C. al 221 a.C..
Il periodo degli Stati combattenti (战国时代S, Zhànguó ShídàiP) vide sette regni distinti – Han, Wei, Zhao, Qi, Qin, Yan e Chu – contendersi la supremazia nella regione dell'antica Cina. Ad imporsi infine fu lo Stato di Qin, che per raggiungere questo scopo ricorse ad ogni mezzo, dallo scontro militare alla manovra diplomatica, dall'inganno all'assassinio degli avversari.
La fase conclusiva del processo di unificazione ebbe inizio con l'ascesa al trono di Qin del re Ying Zheng nel 246 a.C., sovrano dalle rare capacità organizzative e dall'eccezionale senso strategico, che conquistò nell'ordine: Han (230 a.C.), Wei (225 a.C.), Chu (223 a.C.), Zhao e Yan (222 a.C.) e Qi nel 221 a.C. unificando così la Cina e dando inizio alla dinastia Qin. Ying Zheng si rinominò Qin Shi Huangdi, ovvero Primo Imperatore della dinastia Qin, nome che richiamava gli antichi sovrani mitici.
Il Periodo dei regni combattenti vide il fiorire della lavorazione del ferro, che sostituì il bronzo nelle armi. La sfera d'influenza della cultura cinese si allargò ad aree come lo Shu (l'attuale Sichuan) e lo Yue (l'odierno Zhejiang). Le scuole filosofiche più importanti, come il confucianesimo, il taoismo e il moismo subirono varie elaborazioni e se ne aggiunsero altre, come il legismo formulato da Han Feizi, dando vita alle Cento scuole di pensiero.

## Divisione dello stato di Jin
Durante il Periodo delle primavere e degli autunni, lo Stato di Jin era lo Stato più potente della Cina, ma al termine del periodo esso cadde sotto il potere di sei ministri provenienti da sei potenti famiglie, che ingaggiarono fra loro una dura lotta per la supremazia. All'inizio del Periodo dei regni combattenti erano rimaste quattro famiglie: gli Zhi (智), i Wei (魏), gli Zhao (趙) e gli Han (韓). Zhi Yao (智瑶), l'ultimo capo della famiglia Zhi, la più potente di Jin, tentò di coalizzarsi con i Wei e gli Han per sconfiggere la famiglia Zhao, ma la coalizione si rovesciò e nel 453 a.C. le tre famiglie Wei, Han e Zhao annientarono gli Zhi. Le tre famiglie si spartirono lo Stato di Jin, dividendolo in tre stati: lo Stato di Wei, lo Stato di Zhao e lo Stato di Han. Nel 403 a.C. il re Zhou riconobbe la spartizione e conferì ai loro sovrani il titolo di marchese (侯, hóu). Lo Stato di Jin continuò ad esistere come un piccolo territorio fino al 376 a.C., quando anche quest'ultimo frammento fu diviso fra i tre stati.

## I regni combattenti

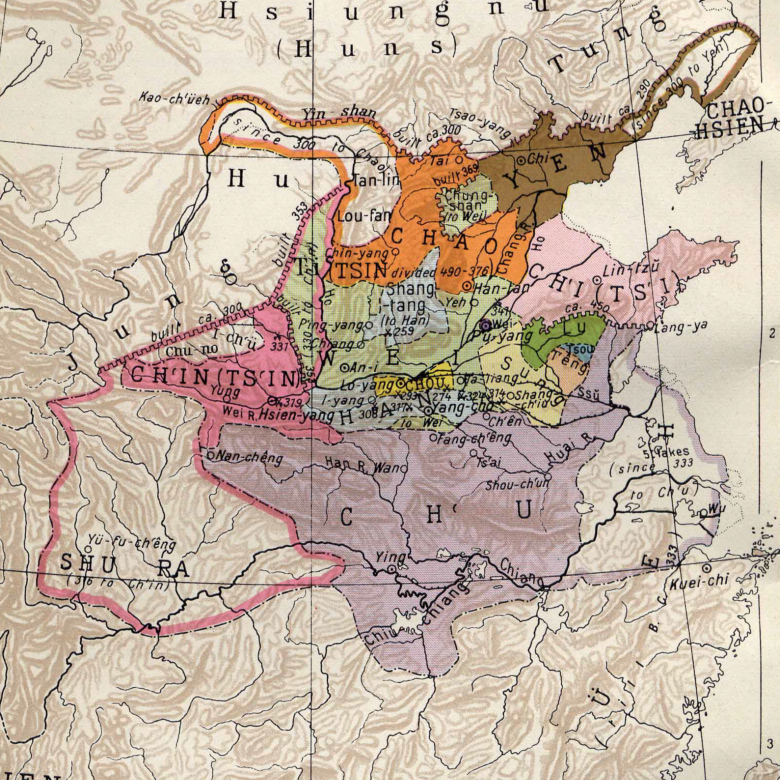
I regni combattenti, verso il 350 a.C.

|  |      |
|  | Chu  |
|  | Han  |
|  | Lu   |
|  | Qi   |
|  | Qin  |
|  | Song |
|  | Teng |
|  | Wei  |
|  | Yan  |
|  | Zhao |
|  | Zhou |
|  | Zou  |

## Il declino della dinastia Zhou

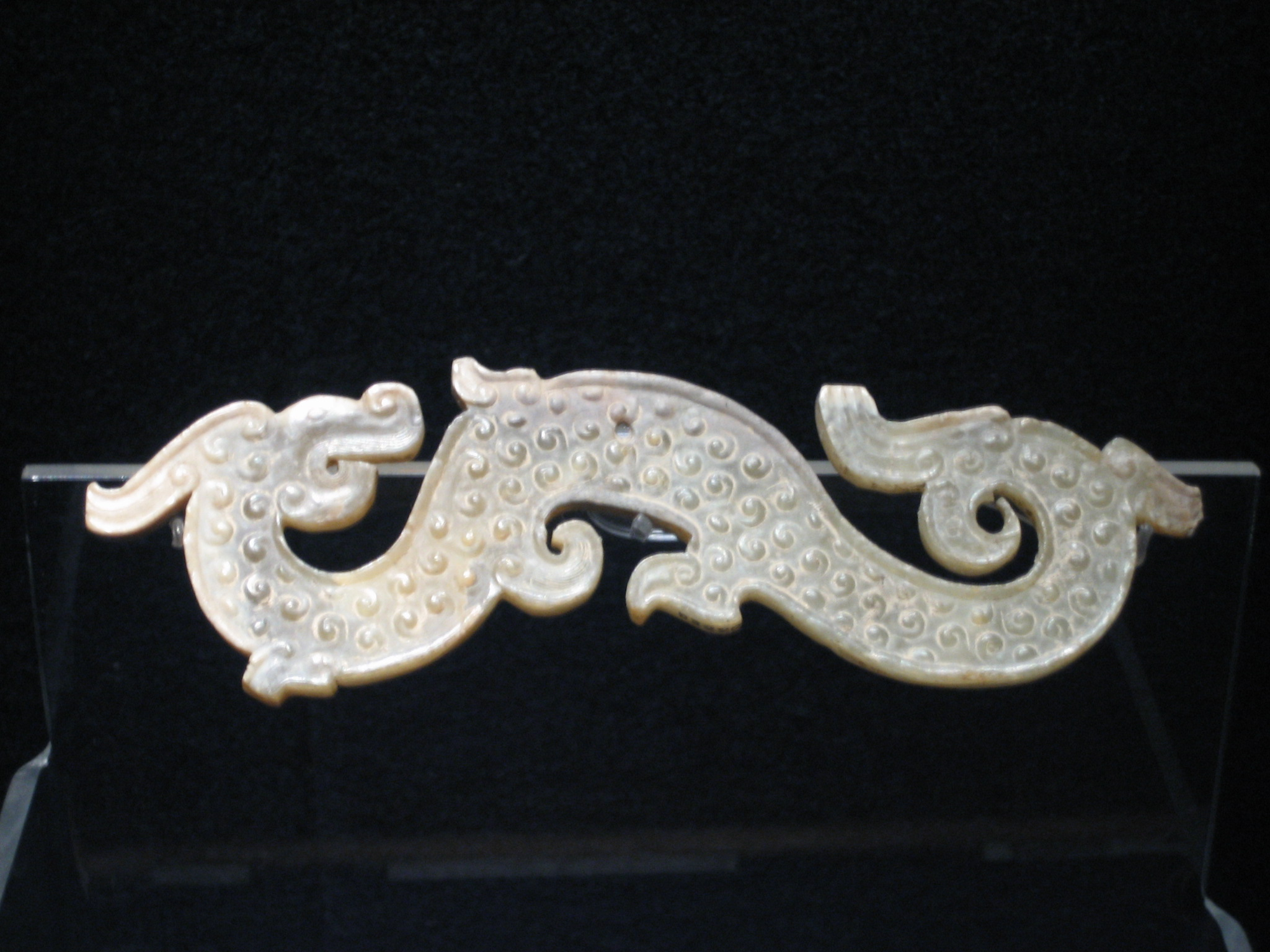
Ornamento in giada intagliata raffigurante un drago, Periodo dei regni combattenti

All'inizio del Periodo dei regni combattenti, lo Stato di Chu era uno dei più potenti stati cinesi. Il suo potere si rafforzò ulteriormente quando nel 389 a.C. il re nominò primo ministro Wu Qi (吳起), che introdusse importanti riforme. Sempre nel 389 a.C., la famiglia Tian (田) assunse il potere nello Stato di Qi, ed il sovrano Tian ottenne il titolo di duca di Qi.
Nel 371 a.C., il marchese Wu di Wei morì senza lasciare un erede designato, e una guerra di successione si scatenò nello Stato di Wei. Dopo tre anni di guerra civile, gli Stati di Zhao e Han invasero lo Stato di Wei, ma un disaccordo fra i due sovrani permise al marchese Hui di Wei di conquistare il trono e di respingere gli invasori. Nel 354 a.C. lo Stato di Wei attaccò lo Stato di Zhao e l'anno seguente conquistò una delle maggiori città, Handan (邯鄲). Lo Stato di Qi decise allora di venire in aiuto degli Zhao. Wei fu sconfitto nella battaglia di Guiling (桂陵).
Ancora, nel 341 a.C., lo Stato di Wei tentò di invadere lo Stato di Han, ma di nuovo intervennero i Qi che sconfissero i Wei a Maling (馬陵). Nel 334 i sovrani di Wei e di Qi si riconobbero vicendevolmente come re (王), formalizzando così l'indipendenza dei loro stati dalla dinastia Zhou. Il sovrano dello Stato di Chu era già re dal Periodo delle primavere e degli autunni, e da questo momento tutti gli altri stati si dichiararono regni indipendenti: nel 325 il sovrano di Qin, nel 323 quelli di Han e Yan, nel 318 quello di Song, uno Stato minore, e per ultimo, nel 299, il sovrano di Zhao.

## La guerra fra i regni
Verso il 359 a.C., Shang Yang (商鞅), ministro dello Stato di Qin, aveva iniziato una serie di riforme basate sulla dottrina politica del legismo, che avevano trasformato profondamente e rafforzato lo Stato.
Nel 340 a.C. lo Stato di Qin, approfittando della serie di sconfitte che avevano indebolito il regno di Wei, sferrò un attacco e conquistò una larga parte dei suoi territori; esso perse così molto del suo potere, e spostò la capitale da Anyi a Daliang.
Il regno di Chu raggiunse il suo massimo nel 334 a.C., quando conquistò lo Stato di Yue. Seguì poi la conquista degli Stati di Song (286 a.C.) e di Lu (249 a.C.). Ma nel frattempo la minaccia rappresentata dall'espansionismo Qin era diventata sempre più temibile.
Intorno al 300 a.C. lo Stato di Qi fu quasi annientato da una coalizione guidata da Yue Yi di Yan. I Qi, al comando del generale Tian Dian, riuscirono a riconquistare i territori perduti, ma la loro potenza non fu più significativa.
Nel 293 a.C. i Qin sconfissero i Wei e gli Han nella battaglia di Yique. Nel 278 a.C., fu la volta dello Stato di Chu: i Qin conquistarono la capitale, Ying, costringendo il re Chu a trasferirsi a Shouchun. Nel 260 a.C. i Qin sconfissero gli Zhao nella sanguinosa battaglia di Changping.

## La conquista Qin
Nel 230 a.C. il re An di Han (韓廢王), spaventato dalla possibilità che i Qin attaccassero il suo regno, si arrese senza combattere. Cinque anni dopo, l'esercito Qin invase lo Stato di Wei ed assediò la capitale Kaifeng (大梁). Per far capitolare la città, i Qin la inondarono deviando le acque di un fiume. Il re Jia di Wei si arrese per risparmiare un ulteriore spargimento di sangue.
Il re di Qin, Ying Zheng, decise allora di affrontare lo Stato più forte, il regno di Chu. La prima invasione fu un insuccesso, poiché l'esercito Chu, forte di 500 000 uomini, fermò momentaneamente i Qin. Ma l'aggressione riprese l'anno seguente, e nel 223 a.C. lo Stato di Chu fu definitivamente conquistato.
Nel 222 a.C. fu la volta degli Stati di Yan e Zhao; l'anno seguente il re di Qi si arrese. L'unificazione della Cina era compiuta e si apriva l'era della dinastia Qin.